# Cherokee hajtamponok
A Cherokee hajtamponok (Cherokee Hair Tampons) a South Park című rajzfilmsorozat 54. része (a 4. évad 6. epizódja). Elsőként 2000. június 28-án sugározták az Egyesült Államokban.

## Cselekmény
|  | Alább a cselekmény részletei következnek! |

Az osztályba egy helyettesítő tanár, Mr. Wyland érkezik, akit a fiúk nem vesznek komolyan, ezért folyamatosan megtréfálják. Eric Cartman annyira nevetni kezd, hogy különös módon tej folyik az orrából, anélkül, hogy korábban tejet ivott volna. Az új tanár megkéri az osztályt, készítsenek jobbulás-kártyát Kyle-nak, aki betegen fekszik otthon; a gyerekek végül Butterst díszítik fel Kyle számára. Stan és a többiek meglátogatják Kyle-t, akinek súlyos veseproblémája van, de az anyja ahelyett, hogy kórházba vinné, inkább a természetgyógyászat felé fordul.
Miss Információ, egy újonnan megnyitott bioüzlet rejtélyes vezetője azt állítja, Kyle betegségét a testben felgyülemlett mérgek okozzák, és gyógynövényeket ajánl neki; ezek viszont csak rontanak Kyle állapotán. Ennek ellenére Miss Információnak segédeivel együtt sikerül becsapnia a városiakat, és értéktelen kacatokat ad el nekik jó áron mint eredeti indián orvosságokat (például kabátfogasokat sóz rájuk, álomcsapdaként beállítva). Mr. Garrison, akit az előző epizód cselekményei miatt felfüggesztettek állásából, úgy dönt, beteljesíti régi álmát, és romantikus regényt ír. A könyv azonban inkább homoerotikusra sikeredik, és a „pénisz” szó 6083 alkalommal szerepel benne.
Stan segítséget kér Dr. Doctortól, aki közli, csak egy veseátültetés menthetné meg Kyle életét. Az egyetlen ember a városban, akinek megfelelő a vércsoportja a műtéthez, Cartman. Stan próbálja meggyőzni a felnőtteket, vigyék kórházba Kyle-t, de ők inkább hallgatnak Miss Információra, aki szerint az orvosokat csak a pénz érdekli (ironikus módon a boltos legalább száz dollárt kér egy termékéért). Stan Cartmannel is beszél, de ő tízmillió dollárt akar kapni Kyle-tól, az életéért cserébe. Stan néhány barátjával éjszaka belopódzik Cartman szobájába, hogy ellopják a veséjét, de ő „Vesevédő 2000”-et visel, így az akció kudarcot vall. Miss Információ segédei meglátják a rendkívül rossz állapotban lévő Kyle-t, és bűntudatuk támad, ezért leleplezik a csaló kereskedőt, akit a feldühödött lakosok meglincselnek. Stan – immár a felnőttek segítségével – újabb tervet eszel ki Cartman veséjének megszerzésére.
Amikor Cartman másnap felébred, hiányzik a vesevédője, és véres a lepedője. Dühödten elviharzik Stanhez, aki vonakodva visszaadja neki a veséjét. Ezután a doktornál a szerv visszahelyezését követeli, és aláír egy nyilatkozatot a műtétről. Nemsokára fény derül Stan tervére; valójában Cartman anyja nyitotta ki a vesevédőt, majd az ágyra ketchupot öntött. A nyilatkozatban, melyet Cartman aláírt, az szerepelt, hogy Cartman felajánlja veséjét Kyle számára. 
Kyle lábadozni kezd a kórházban, Mr. Garrison pedig bejelenti első könyvének, a „Péniszek völgyének” kiadását, és Kyle-t is megajándékozza egy példánnyal. Cartman roppant dühös, amiért átverték, de amikor a többiek ezen nevetnek, Kyle orrából tej kezd folyni. Cartman ekkor némileg megnyugszik, hiszen Kyle kapta a „tré” veséjét.

## Kenny halála
- Kennyre az utcán rázuhan egy zongora, néhány felelőtlen költöztető munkásnak köszönhetően.

## Utalások
- Mr. Garrison felfüggesztése kiskorú elcsábításának kísérlete miatt utalás az előző, Cartman a NAMBLA tagja című részre.